# A kötél
A kötél (eredeti cím: Rope) 1948-ban bemutatott színes (Technicolor) amerikai film Alfred Hitchcock rendezésében. A filmhez a Gázláng (1944) szerzőjének, Patrick Hamiltonnak azonos című színműve adott alapanyagot. Ez volt Hitchcock első színes filmje, mely egy helyszínen játszódott, egy lakás belsejében.
Rupert Cadell szerepére Cary Grant is jelölt volt, de végül James Stewart kapta meg a szerepet.

## Cselekmény
Két fiatalember, Brandon és Philip úgy véli, hogy gyilkosság terén is képesek tökéletest alkotni. Kitervelnek egy bűntényt, abból kiindulva, hogy a gyilkosságra nincs semmilyen indítékuk. A közelgő ünnepi vacsora előtt egy kötéllel megfojtják legjobb barátjukat, Davidet, akit mindketten lenéznek, ugyanakkor irigyelnek is. A holttestet egy ládába rejtik, épp mielőtt megérkeznek a vacsoravendégek, köztük David menyasszonya és édesapja, valamint egykori egyetemi tanáruk és példaképük, Rupert Cadell, akinek félreértett egyetemi óráin előadott teóriáiból nyerték a gyilkosság ötletét. David eltűnése, Philip viselkedése és más jelek alapján idővel azonban pont Cadell fog gyanút, hogy valami szörnyűség történt, amihez a fiúknak is közük van.

## Szereplők
| Szerep           | Színész           | Magyar hangja (1. szinkron) |
| ---------------- | ----------------- | --------------------------- |
| Rupert Cadell    | James Stewart     | Csernák János               |
| Brandon Shaw     | John Dall         | Józsa Imre                  |
| Phillip Morgan   | Farley Granger    | Csőre Gábor                 |
| Mr. Kentley      | Cedric Hardwicke  | Barbinek Péter              |
| Mrs. Atwater     | Constance Collier | Tímár Éva                   |
| Kenneth Lawrence | Douglas Dick      | Dózsa Zoltán                |
| Mrs. Wilson      | Edith Evanson     | Menszátor Magdolna          |
| David Kentley    | Dick Hogan        | Mészáros Miklós             |
| Janet Walker     | Joan Chandler     | Zakariás Éva                |
| Férfi az utcán   | Alfred Hitchcock  | (nem szólal meg)            |

## A mű háttere
A forgatókönyv alapjául Hamilton 1929-ben kiadott The Rope című színműve szolgált, mely egy 1924-ben történt hírhedt bűneset eseményeit dolgozta fel: Nathan Leopold és Richard Loeb – a chicagói egyetem két diákja – előre megfontolt szándékkal meggyilkolták a 14 éves Bobby Franks-et. Céljuk a tökéletes bűncselekmény elkövetése volt. Hamilton színművében a két fiatal fiú közötti dialógusok erősen homoerotikusak voltak, valamint a tanár és a diákok közötti kapcsolatot is ilyennek írta meg. Több rizikós elemet újra kellett írni a forgatókönyvben, hogy átengedjék a filmcenzorok. A filmben a rendező utalt a két fiatalember homoszexualitására, de nyíltan nem ábrázolta őket melegeknek, ennek ellenére a filmet több amerikai városban betiltották.

## A forgatás
A teljes filmet a Warner Brothers burbanki stúdiójában forgatták a parkbeli nyitójelenet kivételével. A nyitójelenetet végül csak a film bemutatójában használták fel. Amellett, hogy a cselekmény egy helyszínen játszódik, még azzal is utalt színházi eredetére, hogy 10 perces (filmtekercs) hosszúságú jelenetekből áll, melyek észrevétlenül illeszkednek egymásba. A film olyan hatást kelt, mintha nem lenne benne vágás. Ehhez az ötletet Hitchcock a darab korábbi megfilmesítéséből a BBC által 1939-ben bemutatott Rope című TV-filmből merítette. A vágás nélküli jelenetek leforgatása a stúdióban komoly szervezést igényelt: s kameramozgások elősegítése érdekében az asztalokat és székeket folyamatosan át kellett rendezniük a kellékeseknek és a színészek is ügyelniük kellett, hogy a kamerák lefektetett vezetékeiben ne botoljanak el. A forgatás során mindenki igyekezett, hogy a lehető legkevesebb hibával sikerüljenek a felvételek, olyannyira, hogy egy alkalommal felvétel közben az operatőr lába eltört, amikor a kamerakocsi nekiütközött, a felvételt azonban nem szakították meg. „Az egyik legnagyobb gondom az volt”, – mondta Farley Granger – „hogy bízzak benne, hogy lesz a fenekem alatt szék, mikor le kell ülnöm, hogy a segédek időben odatették.” „Még felvétel közben is nehezen tudtuk, hol is tart a film” – mondta Stewart. – „A falak mozgásának hangja állandó problémát jelentett, és volt, hogy újra kellett venni a jelenetet a hang miatt úgy, hogy mikrofonokat használtunk, mint a rádiójátékokban.”[forrás?] Hitchcock a film utolsó jeleneteit azért forgatta le újra, mert a naplemente színével nem volt elégedett.

## Díjak, jelölések
Edgar Allan Poe Awards (1949)
- jelölés: Edgar (legjobb film) – Arthur Laurents és Patrick Hamilton